# 鍾家新
鍾 家新（Jiaxin Zhong 、しょう かしん）は、日本の社会学者。明治大学政治経済学部教授。研究分野は福祉社会学、家族社会学、日中比較社会学、在日華僑華人の現代社会学、中国残留孤児研究。
「十五年戦争」が日本の社会保障制度・福祉国家体制の形成・発展を促進したことを論証した。「若くして『日本型福祉国家の形成と「十五年戦争」』（ミネルヴァ書房、1998年）というパイオニアワークを発表して学界に不動の地位を築いた」（『福祉社会学研究』15、2018年、P.319）。中国残留孤児に関する研究は英文の単著としてイギリスのRoutledgeという出版社で出版された(Jiaxin Zhong, Japanese War Orphans: Abandoned Twice by the State, Routledge , 2022.）。

## 略歴
中国広東省竜川県生まれ（客家）。
- 1986年 華南師範大学卒業[3]。
- 1987年 中国政府派遣留学生として来日[3]。
- 1994年 筑波大学大学院博士課程社会科学研究科社会学専攻修了[3]、博士（社会学）[4]。
- 1994年 弘前学院短期大学専任講師[5]。
- 1996年 弘前学院短期大学助教授[5]。
- 1998年 白梅学園短期大学助教授[5]。
- 2001年 明治大学政治経済学部助教授。
- 2008年 明治大学政治経済学部教授。

## 著作
単著
- 『日本型福祉国家の形成と「十五年戦争」』ミネルヴァ書房、1998年。
- 『中国民衆の欲望のゆくえ――消費の動態と家族の変動』新曜社、1999年。
- 『社会凝集力の日中比較社会学――祖国・伝統・言語・権威』ミネルヴァ書房、2016年。
- 『在日華僑華人の現代社会学――越境者たちのライフ・ヒストリー』ミネルヴァ書房、2017年。
- Jiaxin Zhong, Japanese War Orphans: Abandoned Twice by the State, Routledge , 2022.